# Rödbröstad kejsarduva
Rödbröstad kejsarduva (Ducula chalconota) är en fågel i familjen duvor inom ordningen duvfåglar.

## Utbredning och systematik
Rödbröstad kejsarduva delas in i två distinkta underarter:
- D. c. chalconota – förekommer i bergsområden på Vogelkop-halvön (nordvästra Nya Guinea)
- D. c. smaragdina – förekommer i bergsskogarna på Nya Guinea (utom Vogelkop)

## Status
IUCN kategoriserar arten som livskraftig.